# Vedîlți, Cernihiv
Vedîlți (în ucraineană Ведильці) este localitatea de reședință a comunei Vedîlți din raionul Cernihiv, regiunea Cernihiv, Ucraina.

## Demografie
Componența lingvistică a localității Vedîlți
     Ucraineană (97,72%)
     Rusă (2,19%)
Conform recensământului din 2001, majoritatea populației localității Vedîlți era vorbitoare de ucraineană (97,72%), existând în minoritate și vorbitori de rusă (2,19%).